# Dany Nounkeu
Dany Achille Nounkeu Tchounkeu (Yaundé, Camerún, 11 de abril de 1986) es un exfutbolista camerunés que juega de defensa en el A. S. Arta/Solar 7 de la Primera División de Yibuti.

## Selección nacional
Ha sido internacional con la selección de fútbol de Camerún en 18 ocasiones.

### Participaciones en Copas del Mundo
| Mundial                               | Sede      | Resultado    |
| ------------------------------------- | --------- | ------------ |
| Copa Mundial de Fútbol Sub-17 de 2003 | Finlandia | Primera fase |
| Copa Mundial de Fútbol de 2014        | Brasil    | Primera fase |

## Clubes
| Club                                 | País    | Año       |
| ------------------------------------ | ------- | --------- |
| CSO Amnéville                        | Francia | 2006-2008 |
| Pau F. C.                            | Francia | 2008-2009 |
| Toulouse F. C.                       | Francia | 2009-2010 |
| Gaziantepspor                        | Turquía | 2010-2012 |
| Galatasaray S. K.                    | Turquía | 2012-2015 |
| Beşiktaş J. K. (cedido)              | Turquía | 2014      |
| Granada C. F. (cedido)               | España  | 2014-2015 |
| Évian Thonon Gaillard F. C. (cedido) | Francia | 2015      |
| Bursaspor                            | Turquía | 2015-2016 |
| Kardemir Karabükspor                 | Turquía | 2016-2018 |
| Akhisar Belediyespor                 | Turquía | 2018-2019 |
| A. S. Arta/Solar 7                   | Yibuti  | 2020-     |

## Palmarés

### Títulos nacionales
| Título                     | Club                 | País    | Año  |
| -------------------------- | -------------------- | ------- | ---- |
| Supercopa de Turquía       | Galatasaray S. K.    | Turquía | 2012 |
| Superliga de Turquía       | Galatasaray S. K.    | Turquía | 2013 |
| Supercopa de Turquía       | Galatasaray S. K.    | Turquía | 2013 |
| Copa de Turquía            | Akhisar Belediyespor | Turquía | 2018 |
| Supercopa de Turquía       | Akhisar Belediyespor | Turquía | 2018 |
| Primera División de Yibuti | A. S. Arta/Solar 7   | Yibuti  | 2021 |
| Primera División de Yibuti | A. S. Arta/Solar 7   | Yibuti  | 2022 |